# Fear the Walking Dead/Episodenliste

Logo zur Serie

Diese Episodenliste enthält alle Episoden der US-amerikanischen Horrorserie Fear the Walking Dead, sortiert nach der US-amerikanischen Erstausstrahlung. Die Fernsehserie umfasst insgesamt acht Staffeln mit 113 Episoden.

## Übersicht
| Staffel | Episodenanzahl | Erstausstrahlung USA | Erstausstrahlung USA | Deutschsprachige Erstveröffentlichung | Deutschsprachige Erstveröffentlichung |
| Staffel | Episodenanzahl | Staffelpremiere      | Staffelfinale        | Staffelpremiere                       | Staffelfinale                         |
| ------- | -------------- | -------------------- | -------------------- | ------------------------------------- | ------------------------------------- |
| 1       | 6              | 23. August 2015      | 4. Oktober 2015      | 24. August 2015                       | 5. Oktober 2015                       |
| 2       | 15             | 10. April 2016       | 2. Oktober 2016      | 11. April 2016                        | 3. Oktober 2016                       |
| 3       | 16             | 4. Juni 2017         | 15. Oktober 2017     | 5. Juni 2017                          | 16. Oktober 2017                      |
| 4       | 16             | 15. April 2018       | 30. September 2018   | 16. April 2018                        | 1. Oktober 2018                       |
| 5       | 16             | 2. Juni 2019         | 29. September 2019   | 3. Juni 2019                          | 30. September 2019                    |
| 6       | 16             | 11. Oktober 2020     | 13. Juni 2021        | 12. Oktober 2020                      | 7. Juni 2021                          |
| 7       | 16             | 17. Oktober 2021     | 5. Juni 2022         | 18. Oktober 2021                      | 6. Juni 2022                          |
| 8       | 12             | 14. Mai 2023         | 19. November 2023    | 16. Mai 2023                          | 20. November 2023                     |

## Staffel 1
Die Erstausstrahlung der ersten Staffel war vom 23. August bis zum 4. Oktober 2015 auf dem US-amerikanischen Fernsehsender AMC zu sehen. Die deutschsprachige Erstveröffentlichung fand vom 24. August bis zum 5. Oktober 2015 auf Amazon Instant Video per Streaming statt.
| Nr. (ges.) | Nr. (St.) | Deutscher Titel             | Originaltitel        | Erstausstrahlung USA | Deutschsprachige Erstveröffentlichung (D/A) | Regie           | Drehbuch                       | Zuschauer (USA) |
| --- | --------- | --------------------------- | -------------------- | -------------------- | ------------------------------------------- | --------------- | ------------------------------ | --------------- |
| 1 | 1         | Pilotfolge – Gute alte Zeit | Pilot                | 23. Aug. 2015        | 24. Aug. 2015                               | Adam Davidson   | Dave Erickson & Robert Kirkman | 10,13 Mio.      |
| Der drogenabhängige Nick Clark erwacht nach einem Drogenrausch in einer verlassenen Kirche und findet seine Freundin Gloria, die gerade dabei ist, eine menschliche Leiche zu verzehren. Schockiert flüchtet Nick aus der Kirche, wird von einem Auto angefahren und ins Krankenhaus gebracht. Dort erklärt der behandelnde Arzt seiner Mutter Madison und deren Freund Travis Manawa, dass es sich bei Nicks Erlebnis nur um eine von Drogen induzierte Halluzination gehandelt habe. Die Highschool, an der Madison und Travis lehren, wird für einen Tag geschlossen, nachdem in den Nachrichten ein Video auftaucht, in dem Polizisten auf einen aggressiven Mann schießen, dieser jedoch auch nach mehreren Treffern nicht zu Boden geht. Nick bricht aus dem Krankenhaus aus und trifft sich mit seinem Dealer Calvin, um zu erfahren, ob die Drogen, die er von ihm gekauft hat, gestreckt waren. Nachdem Nick in einem Restaurant mehrmals laut über Drogen redet, fährt Calvin ihn an ein ausgetrocknetes betoniertes Flussbett, wo er heimlich eine Waffe aus dem Kofferraum holt und Nick bittet auszusteigen. Nick bemerkt jedoch die Waffe und es kommt zu einer Rangelei zwischen den beiden, bei der Calvin versehentlich erschossen wird. Nick erzählt seiner Mutter und Travis von der Sache, woraufhin die drei in Travis’ Auto zurück zum Flussbett fahren. Dort werden sie von einem infizierten Calvin attackiert, den Nick daraufhin mehrmals mit Travis’ Wagen überfährt. |           |                             |                      |                      |                                             |                 |                                |                 |
| 2 | 2         | So nah und doch so fern     | So Close, Yet So Far | 30. Aug. 2015        | 31. Aug. 2015                               | Adam Davidson   | Marco Ramirez                  | 8,18 Mio.       |
| Nach ihrem Erlebnis mit Calvin planen Madison und Travis eine Flucht in die Wüste. Während Madison sich mit ihren Kindern Nick und Alicia zuhause abfahrbereit macht, sucht Travis seine Ex-Frau Liza und Sohn Christopher, die mit ihnen kommen sollen. Nick leidet derweil unter schweren Entzugssyndrom und Madison fährt zum verlassenen Schulgebäude, um ihm ein Oxycodon zur Linderung des Entzugs zu beschaffen. Dort trifft sie auf den Schüler Tobias, der sich aus der Schulcaféteria Nahrungsmittel besorgt. Die beiden finden den infizierten Schulrektor Art Costa vor, der, nachdem er Tobias attackiert, von Madison getötet wird. Travis fährt zu Lizas Haus. Nachdem sich herausstellt, dass Chris nicht zu Hause ist, fahren Travis und Liza zusammen in die Innenstadt, wo sie ihn inmitten einer Demonstration gegen Polizeigewalt vorfinden. Als die Polizisten eine infizierte Frau vor den Augen der Demonstranten erschießen, kommt es zu starken Krawallen und die drei finden Schutz im Friseursalon der Familie Salazar. |           |                             |                      |                      |                                             |                 |                                |                 |
| 3 | 3         | Der Hund                    | The Dog              | 13. Sep. 2015        | 14. Sep. 2015                               | Adam Davidson   | Jack LoGiudice                 | 7,19 Mio.       |
| Als sich die Ausschreitungen in der Innenstadt weiter zuspitzen, muss die Gruppe aus Salazars Friseursalon fliehen, da es im Gebäude nebenan zu brennen begonnen hat. Auf dem Weg zu Travis’ Truck wird Griselda durch eine umfallende Reklametafel schwer am Fuß verletzt. Die Gruppe fährt zu einem Krankenhaus, nur um festzustellen, dass die Polizei dieses bereits umstellt hat und die Infizierten erschießt. Während Madison, Alicia und Nick auf Travis’ Rückkehr warten, kratzt ein Hund an deren Balkontüre. Nachdem sie diesen in das Haus lassen, fängt er an zu bellen, woraufhin sich Madisons infizierter Nachbar Peter dem Haus nähert. Die drei beschließen, sich bei den scheinbar abwesenden Nachbarn Susan und Patrick Tran ein Gewehr zu besorgen. Als Nick und Madison zum Haus zurückkehren, trifft gerade Travis mit Liza, Chris und den Salazars ein. Alicia wird im Garten der Trans von der infizierten Susan angegriffen, kann jedoch von Chris gerettet werden. Im Haus sieht man Peter über dem Hund an diesem fressend. Peter greift Travis an, woraufhin Daniel Peter mit dem gestohlenen Schrotgewehr durch einen Schuss auf den Kopf erschießt. Alle drei Familien beschließen, die Nacht im Haus zu verbringen. Am nächsten Morgen versucht Ofelia ihren Vater Daniel, trotz dessen Differenzen mit Travis davon zu überzeugen, zusammen mit Travis’ Gruppe zu fliehen, doch dieser will vorerst lieber im Haus bleiben und sich um einen Arzt für Griselda bemühen. Als die anderen gerade losfahren, stürmen Soldaten das Gelände, säubern ihn von Beißern und stellen den gesamten Block unter Quarantäne. |           |                             |                      |                      |                                             |                 |                                |                 |
| 4 | 4         | Nicht vergehen              | Not Fade Away        | 20. Sep. 2015        | 21. Sep. 2015                               | Kari Skogland   | Meaghan Oppenheimer            | 6,62 Mio.       |
| Das Militär hat im Stadtteil, in dem auch das Haus der Clarks steht, eine von 12 Sicherheitszonen südlich der San Gabriel Mountains eingerichtet. Als Chris das umgebende Gebiet mit seiner Videokamera überschwenkt, bemerkt er in einem der angeblich verlassenen Häuser Lichtzeichen. Madison schleicht sich heimlich aus der Sicherheitszone und stellt dort fest, dass die Armee nicht nur die Infizierten, sondern auch alle Überlebenden außerhalb der Zäune tötet. Nach obligatorischen Gesundheitsuntersuchungen rückt das Militär im Haus der Clarks an, um Griselda aufgrund ihres verletzten Fußes in ein Militärkrankenhaus zu bringen. Sie nehmen – trotz Protesten seiner Familie – auch Nick mit, der noch immer mit seiner Heroinsucht kämpft. Auch Liza, die ärztliche Erfahrungen hat, geht als Helferin mit. Daniel warnt Madison von einem ähnlichen Fall in seiner Heimat El Salvador, bei dem Menschen unter dem Vorwand ärztlicher Behandlung verschleppt und getötet wurden. Abends setzt sich Travis auf das Dach und überblickt die Gegend, als er plötzlich aus dem Haus, aus dem Chris zuvor Lichtzeichen empfangen hatte, Maschinengewehrfeuer wahrnimmt. |           |                             |                      |                      |                                             |                 |                                |                 |
| 5 | 5         | Kobalt                      | Cobalt               | 27. Sep. 2015        | 28. Sep. 2015                               | Kari Skogland   | David Wiener                   | 6,65 Mio.       |
| Nick, Doug und ein weiterer Mann befinden sich in einer Zelle im Militärkrankenhaus, aus der Doug nach einem Nervenzusammenbruch von den Soldaten abgeführt wird. Als die Soldaten auch Nick mitnehmen wollen, besticht sein Zellkamerad sie mit zwei Manschettenknöpfen, und sie lassen ihn da. Der Mann offenbart Nick, dass er einen Fluchtplan geschmiedet hat und dafür Nicks Hilfe benötigt. Nachdem Griselda an septischem Schock stirbt, schießt Liza ihr mit einem Bolzenschussgerät in den Kopf, um eine Verwandlung zu verhindern. In der Sicherheitszone kidnappen Ofelia und Daniel Corporal Adams. Daniel foltert ihn, um zu erfahren, was das Codewort Kobalt bedeutet, welches er mehrmals im Militärfunk aufgeschnappt hat. Travis überredet Leutnant Moyers, ihn zum Krankenhaus zu bringen, doch auf dem Weg dorthin geraten sie in eine von Infizierten überrannte Bücherei und müssen umkehren. Daniel schafft es schließlich, Adams zu entlocken, dass Kobalt für die Evakuierung aller Soldaten aus Los Angeles steht, wobei alle überlebenden Zivilisten getötet werden. Das Programm soll am nächsten Morgen initiiert werden. Ferner erhält er die Info, dass vom Militär rund 2000 Menschen in einer Sportanlage zusammengepfercht und ihrem Schicksal überlassen wurden. Daniel erkundet die besagte Sportanlage und bemerkt hinter versperrten Türen eine Vielzahl von Infizierten. Alicia und Chris werden Zeuge, wie mehrere Militärfahrzeuge die Quarantänezone verlassen. |           |                             |                      |                      |                                             |                 |                                |                 |
| 6 | 6         | Der gute Mensch             | The Good Man         | 4. Okt. 2015         | 5. Okt. 2015                                | Stefan Schwartz | Robert Kirkman & Dave Erickson | 6,86 Mio.       |
| Da das Militär anscheinend nicht mehr von der Operation Kobalt Gebrauch machen will und die Quarantänezone restlos verlassen hat, beschließt Madisons und Travis’ Gruppe, Griselda und Nick aus dem Militärkrankenhaus zu befreien und anschließend zu fliehen. Adams wird vor der Flucht von Travis ohne Daniels Wissen und gegen dessen Absicht frei gelassen, nachdem er von Adams die genaue Beschreibung erhalten hatte, wo Griselda und Chris zu finden sind. Für deren Befreiung lassen sie die Infizierten aus der Sporthalle hinaus, locken diese zum Krankenhaus und nutzen das dadurch entstehende Chaos dazu, unbehelligt ins Gebäude einzudringen. Währenddessen konnten Nick und sein Verbündeter Victor Strand aus ihrer Zelle fliehen, irren jedoch von Zombies verfolgt durch die labyrinthartigen Gänge des Krankenhauses, wo sie schließlich auf Madisons Gruppe treffen. Mithilfe von Liza gelingt es ihnen, aus dem Gebäude zu entkommen. Während Alicia und Chris in der Tiefgarage auf deren Eintreffen warten, lauern ihnen desertierte Soldaten auf und nehmen eines ihrer Fahrzeuge. Später taucht Adams in der Tiefgarage auf und schießt aus Rache für seine Folter Ofelia an. Daraufhin wird er von Travis aus Wut brutal zusammengeschlagen. Gemeinsam mit Victor Strand fährt die wiedervereinte Gruppe in ihren verbliebenen Fahrzeugen zu Strands Anwesen an der Ozeanküste von Los Angeles. Dort erklärt Liza Daniel und der nicht lebensgefährlich verletzten Ofelia, wie Ofelias Wunde zu pflegen sei und bricht zum nahegelegenen Strand auf. Madison verfolgt sie und erfährt dort von Liza, dass diese unbemerkt von einem Zombie gebissen worden war. Liza bittet Madison, sie mit ihrer Waffe zu erschießen, doch es ist schließlich Travis, der Liza durch einen Kopfschuss vor einer Verwandlung bewahrt. Währenddessen zeigt Victor Nick sein Boot Abigail, das unweit der Küste auf dem Meer ankert und mit dem er plant, der Apokalypse zu entfliehen. |           |                             |                      |                      |                                             |                 |                                |                 |

## Staffel 2
Die Erstausstrahlung der zweiten Staffel war vom 10. April bis zum 2. Oktober 2016 auf dem US-amerikanischen Fernsehsender AMC zu sehen. Die deutschsprachige Erstveröffentlichung fand vom 11. April bis zum 3. Oktober 2016 auf Amazon Video per Streaming statt.
| Nr. (ges.) | Nr. (St.) | Deutscher Titel      | Originaltitel        | Erstausstrahlung USA | Deutschsprachige Erstveröffentlichung (D/A) | Regie             | Drehbuch                                         | Zuschauer (USA) |
| --- | --------- | -------------------- | -------------------- | -------------------- | ------------------------------------------- | ----------------- | ------------------------------------------------ | --------------- |
| 7 | 1         | Monster              | Monster              | 10. Apr. 2016        | 11. Apr. 2016                               | Adam Davidson     | Dave Erickson                                    | 6,67 Mio.       |
| Nachdem das Militär mit der Bombardierung von Los Angeles begonnen hat um die Untoten einzudämmen, flüchtet die Gruppe auf Victor Strands Luxusyacht Abigail. Kurz nach dem Auslaufen treffen sie auf ein kleines Motorboot mit etwa einem Dutzend Überlebenden, jedoch lehnen sowohl Victor als auch Travis deren Aufnahme ab, da sich Infizierte darunter befinden könnten und auch die Vorräte auf der Abigail nicht für alle zusammen ausreichen würden. Victor legt San Diego als nächstes Ziel der Abigail fest. Währenddessen fängt Alicia beim Abhören des Funkgeräts einen Hilferuf eines Unbekannten namens Jack auf, der berichtet sich mit zwei Verwandten ebenfalls auf ein Boot gerettet zu haben und beginnt einen Dialog mit diesem. Dabei berichtet sie ihm auch ihren ungefähren Aufenthaltsort. Travis beobachtet, wie Chris und Daniel beginnen, sich aufgrund ihrer familiären Schicksalsschläge persönlich näherzukommen. Madison bemerkt, dass Victor sich pausenlos wach hält, später erklärt ihr Daniel, dass ihm Victor suspekt ist, da dieser bereits lange vor der Bombardierung von L.A. sein sicheres Anwesen verlassen hat. Die Gruppe bestattet Liza auf offener See, dabei reagiert Chris sehr emotional und er gibt Travis die Schuld an Lizas Tod, weil dieser sie erschossen habe. Alicia erfährt über Funk von Jack, dass dessen Boot sinken würde und sie fordert die Gruppe auf, ihn zu retten, was Victor mit dem Hinweis ablehnt, dass er der Eigentümer der Abigail sei und daher zu bestimmen habe. Während des Abendessens springt Chris ins Meer, Nick folgt ihm und sie treffen plötzlich auf im Wasser treibenden Untoten. Diese stammen von einem gekenterten Schiff in der Nähe, das anscheinend von Unbekannten mit schweren Waffen angegriffen worden war, und Nick kann das Logbuch des Wracks bergen. Victor bemerkt auf dem Radar ein unbekanntes Boot, das sich der Abigail nähert und sie aufgrund seiner größeren Höchstgeschwindigkeit einholen würde, und er warnt die Gruppe, dass die Besatzung des Schiffes möglicherweise das gekenterte Schiff angegriffen hatte und auch ihnen gegenüber feindselige Absichten hegen könnte. |           |                      |                      |                      |                                             |                   |                                                  |                 |
| 8 | 2         | Wir alle versagen    | We All Fall Down     | 17. Apr. 2016        | 18. Apr. 2016                               | Adam Davidson     | Kate Barnow Idee: Brett C. Leonard & Kate Barnow | 5,58 Mio.       |
| Die Abigail läuft die Bucht einer nahegelegenen Insel mit einem Naturschutzgebiet an, um sich vor ihren Verfolgern in Küstennähe zu verstecken, da sie dort schwerer per Radar geortet werden kann. Strand, Daniel und Ofelia bleiben auf dem Schiff zurück, während Travis mit dem Rest der Gruppe an Land geht, um in einer Rangerstation nach Vorräten zu suchen. Sie treffen dort auf George und dessen fünfköpfige Familie. George war Ranger im Naturschutzgebietes auf der Insel und berichtet Travis, dass nach seinen Informationen bereits sämtliche größeren Städte an der Westküste und auch einige im Hinterland vernichtet worden seien und auch San Diego niedergebrannt worden wäre. George ist der Meinung, die Katastrophe wäre ein Akt der Natur, um sich von der Menschheit zu befreien. Währenddessen bittet Melissa, Georges Frau, Madison, ihre beiden kleineren Kinder mit dem Boot mitzunehmen. Auf dem Schiff sieht sich Daniel inzwischen heimlich in Victors Quartier um und findet dort eine Maschinenpistole sowie Seekarten, die auf Mexiko als Strands tatsächlichem Ziel hindeuten. Währenddessen führt Victor mit einem Funktelefon ein Gespräch mit jemand, dem er verspricht, sofort zu kommen. Auf dem Radar ist mittlerweile zu sehen, dass der Verfolger der Abigail diese wohl verloren und abgedreht habe. Auf der Insel durchsucht Nick das Haus vermutlich nach Drogen und findet dabei in einem Globus versteckte Tabletten. Dabei wird er von der kleinen Tochter Willa überrascht. Chris vermutet, dass diese Tabletten Gift enthalten und warnt Travis und Madison davor, dass George damit vermutlich seine Familie und sich selbst zu vergiften plane. Travis und Madison beschließen daraufhin, die Kinder Willa und Harry mitzunehmen, doch Willa hat bereits eine Tablette eingenommen und ist tot. Als sich ihre Mutter über sie beugt, erwacht diese wieder als Untote. Sie beißt ihre Mutter, die dadurch ebenfalls zu einem Zombie mutiert. Die Gruppe kehrt nun zusammen mit Harry zurück auf die Abigail, wird dort aber von George´s älterem Sohn Seth mit vorgehaltenem Gewehr dazu gezwungen, Harry wieder herauszugeben. Seth will, gemäß seines Vaters Willen, mit der ganzen Familie auf der Insel bleiben. Auf dem Steg kommt ihnen die untote Melissa entgegen. Während Seth Harry anweist, den Passagieren der abfahrenden Abigail zu winken, lenkt er ihn so davon ab, dass er die Mutter mit dem Gewehr erschießt. |           |                      |                      |                      |                                             |                   |                                                  |                 |
| 9 | 3         | Der Ouroboros        | Ouroboros            | 24. Apr. 2016        | 25. Apr. 2016                               | Stefan Schwartz   | Alan Page                                        | 4,73 Mio.       |
| Nach dem Absturz des Flugs 462 retten sich fünf Überlebende auf ein Rettungsboot. Einer von ihnen wird ins Wasser gezogen und taucht mit einer Bisswunde wieder auf, weshalb er gewalttätig aus dem Schlauchboot geworfen wird. Unter den Insassen befinden sich der schwer verwundete Jake und Alex, die ihn pflegt. Ein weiterer Überlebender äußert Bedenken, er werde mutieren. Er versucht in der Nacht Jake zu töten, woraufhin Alex ihn ersticht. Derweil legt ein Motorenproblem die Abigail lahm. Travis bereinigt den verstopften Wassereinzug und arbeitet an der Filteranlage. Währenddessen entdecken die anderen eine Insel, auf der umherliegende Koffer auszumachen sind. In der Hoffnung Nahrungsvorräte und Medikamente zu finden, begeben sich Alicia, Nick, Chris und Daniel auf die Insel. Kurz vorher erzählt Daniel Madison von seiner Entdeckung der Karten, die Mexiko als Ziel der Reise vermuten lassen. Auf der Insel entdeckt Chris das Flugzeugwrack und findet darin einen Überlebenden, der jedoch eine Bisswunde aufweist. Der Überlebende bittet Chris um Hilfe, lehnt jedoch Wasser ab, Chris versteht diesen Hinweis und tötet ihn. Madison konfrontiert Victor mit Daniels Theorie, daraufhin gibt Victor als Ziel Rosario in Baja California an, da es dort einen sicheren Unterschlupf geben soll. Madison zweifelt daran, beschwört Victor allerdings, Vertrauen zu zeigen. Dies verweigert Victor zwar, da er der Meinung ist, dass die wahre Gefahr auf dem Meer die Menschen wären. Er erklärt sich aber damit einverstanden, „am selben Strang zu ziehen“. Nick begibt sich ebenfalls auf die Suche nach Verpflegung und stürzt dabei in eine Sandgrube, in der er von einem Untoten angegriffen wird. Auf der Suche nach Chris begegnet Daniel Alex, die vor einer Horde Untoter flieht. Alicia findet Chris beim Wrack, als sie Schüsse von Daniel hören, der die Untoten aufzuhalten versucht. Sie laufen zurück zum Ufer und treffen dort auf Alex und Daniel. Alle vier bewaffnen sie sich mit umherliegenden Gegenständen und kämpfen gegen die anrückenden Untoten. Auch auf der Abigail bleibt der Angriff nicht verborgen, Travis gelingt es, das Schiff wieder zum Laufen zu bringen. Alicia läuft Gefahr, im Zweikampf von einem Untoten gebissen zu werden, als Nick mit vollkommen blutigem Gesicht auftaucht. Er greift mehrere Untote an, was die anderen ausnutzen, um zu fliehen. Nick hingegen bleibt zurück und bemerkt, dass er nicht von den Untoten angegriffen wird, als er sich ihnen nähert. Er holt die anderen ein und sie entkommen alle zusammen von der Insel, inklusive Alex und Jake, die sie in einem Schlauchboot hinter sich herziehen. Victor weigert sich, Alex und Jake aufzunehmen. Travis kann jedoch durchsetzen, dass die Abigail das Boot der beiden ins Schlepptau nimmt und sie mit Nahrung versorgt werden, auch wenn sie das Schiff nicht betreten dürfen. Später kappt Victor allerdings die Verbindung zum Boot und lässt dieses auf dem Ozean schwimmend zurück. |           |                      |                      |                      |                                             |                   |                                                  |                 |
| 10 | 4         | Blut auf den Straßen | Blood in the Streets | 1. Mai 2016          | 2. Mai 2016                                 | Michael Uppendahl | Kate Erickson                                    | 4,80 Mio.       |
| Eines Nachts schwimmt Nick auf eine Insel, tötet einen Untoten und schmiert sich mit dessen Blut ein. Währenddessen taucht ein kleines Boot mit drei Insassen in Sichtweite der Abigail auf und Chris überlegt zunächst, sie zu erschießen. Als sie jedoch näher kommen und um Hilfe für eine schwangere Frau unter ihnen bitten, werden sie an Bord gebracht. Dabei erkennt Alicia die Stimme eines der Neuankömmlinge als die von Jack, mit dem sie vor einer Weile über Funk kommunizierte. In diesem Moment der Ablenkung überwältigen die Neuankömmlinge Travis, Daniel, Chris und Madison und übernehmen das Kommando. Victor bemerkt, dass Daniel die Munition seiner Waffe entwendete, und er flüchtet in ein Beiboot. Als die Neuankömmlinge dies erkennen, beschießen sie das Beiboot, dabei wird dieses beschädigt und Victor bleibt darin schutzlos auf dem Ozean zurück. In mehreren Rückblicken wird Victors Leben vor dem Virusausbruch gezeigt: Er betrinkt sich an einer Hotelbar mit einem Geschäftsmann, bringt ihn auf dessen Zimmer und entwendet dabei dessen Wertsachen. Eine unbestimmte Zeit später wird Victor von dem Geschäftsmann in seiner Wohnung aufgesucht, der sich als Thomas Abigail vorstellt und von seinem Handlanger Luis Flores begleitet wird. In einem sachlich geführten Gespräch bestreitet Victor nicht, insgesamt 35.000 Dollar gestohlen zu haben und bedankt sich dafür, dass Thomas keine Polizei eingeschaltet und ihm vergeben hat. Letzteres verneint Thomas jedoch und meint, er hätte Victor nun in der Hand. Sie handeln fortan gemeinsam mit Grundstücken, und es wird klar, dass die Abigail das Schiff von Thomas und Luis Thomas’ Halbbruder ist. Im Laufe der Zeit beginnen Victor und Thomas eine Beziehung miteinander. In der Gegenwart fesseln die Banditen auf dem Schiff alle bis auf Alicia und Travis, der das Schiff ohne Schlüssel starten soll und kontaktieren einen weiteren Komplizen namens Connor. Alicia erfährt von Jack, dass dies nicht das erste Schiff ist, das von Jacks Gruppe gekapert wurde und die Besatzungen der früheren Schiffe getötet wurden. Um sich und die anderen zu retten, versucht Alicia, Jacks Vertrauen zu gewinnen und verspricht ihm, bei ihm zu bleiben, wenn er dafür sorgt, dass ihrer Familie nichts passiert. In der Zwischenzeit begegnet Nick auf der Insel dem bewaffneten Luis, mit dem Victor die Überfahrt nach Mexiko organisierte und beide machen sich mit einem Boot auf den Weg zur Abigail. Auf dem Schiff versucht Madison inzwischen, die schwangere Vida abzulenken, welche die Gefangenen bewacht, während Daniel versucht, sich von seinen Fesseln zu befreien. Reed, der Anführer der drei Banditen, bemerkt Connors Erscheinen und verlangt von Travis, das Schiff zu starten, was diesem auch gelingt. Connor lässt Travis und Alisha auf sein Boot und damit zurück zum Stützpunkt bringen und fährt mit ihnen und Vida zurück, die anderen sollen auf einer Insel ausgesetzt werden. Dafür sollen zwei der Banditen auf der Abigail bleiben, Reed hingegen möchte die Gefangenen töten. Doch bevor es dazu kommt, taucht das Boot mit Luis und Nick in Sichtweite auf und Luis erschießt die auf dem Schiff verbliebenen Banditen mit einem Scharfschützengewehr. Reed versucht sich einen Überblick zu verschaffen und wird schließlich von Ofelia überwältigt und von Madison mit einem Werkzeug schwer verletzt, das Travis zuvor für sie sichtbar versteckte. Luis weigert sich, ohne Victor weiterzufahren, Madison findet diesen vor Kälte zitternd im Wasser und nimmt ihn wieder auf. |           |                      |                      |                      |                                             |                   |                                                  |                 |
| 11 | 5         | Gefangen             | Captive              | 8. Mai 2016          | 9. Mai 2016                                 | Craig Zisk        | Carla Ching                                      | 4,41 Mio.       |
| Alicia befindet sich am Bord eines Marineschiffs, das unter Connors Leitung steht. Er sei der Koch gewesen und habe mit angesehen wie die Mannschaft desertiert sei. Nun möchte er Alicia besser kennenlernen. Sie ist nicht gefesselt, kann sich allerdings auch nicht frei auf dem Schiff bewegen. Am Oberdeck des Schiffes kann sie sich kurz umsehen und stellt fest, dass sie sich im Hafen einer größeren Insel befindet. Derweil ist der schwerverwundete Reed in einer Kabine der Abigail an einen Stuhl gefesselt. Während Daniel Reed versorgt und verhört, droht dieser, Connor, sein älterer Bruder, würde sie angreifen, sollte er nicht bald bei ihm auftauchen. Chris, der mehrfach von Reed Sticheleien zu hören bekommt, übernimmt dessen Überwachung. Daniel berichtet Madison von Reeds Verhör und dessen Aussage von fünf Schiffen, die zu Connor gehören sollen, woraufhin sie diese mithilfe des Radars ansteuert. Luis ist vehement dagegen. Es sei nur ein geringes Zeitfenster vorhanden und anstelle der zwei Personen, die ursprünglich nach Mexiko sollten, seien es ohnehin schon zu viele, auch ohne Travis und Alicia. Victor ergreift daraufhin für Madison Partei und sieht dadurch die Schuld durch seine Rettung beglichen. Madison rügt Nick für seine Einzelaktionen, wie der Suche nach Luis, und verlangt von ihm, sich in Zukunft zurückzuhalten. Alicia wird von Jack in die Vorgehensweise der Übernahme anderer Schiffe eingewiesen. Ihre Aufgabe wird die Sichtung und Kontaktaufnahme. Connors Vorgabe sei es, dass jedes Mitglied des Schiffes, sich hilfreich einbringe. Als sie bei dieser Gelegenheit die Abigail erblickt, wirft sie Jack vor, den Tod ihrer Familie in Kauf genommen zu haben, denn das Schiff sei zu schnell bei ihnen angekommen. Um zu erfahren was passiert ist, möchte sie auf die Abigail zurück, woraufhin Jack sich dazu bereit erklärt, sie zu begleiten. Travis erwacht in einem abgesperrten Teil des Schiffes. Kurz darauf besucht ihn dort Alex. Sie erzählt ihm, wie sie Jake tötete, nachdem beiden klar wurde, dass sein Tod nicht zu verhindern sei und gibt Travis die Schuld daran. Connor habe sie anschließend gefunden und eine Gegenleistung für ihre Rettung verlangt. Daraufhin berichtete sie ihm von der Abigail. Travis drückt ihr gegenüber sein Bedauern aus für sein Handeln. Später erscheint Alicia und erzählt ihm von ihrem Plan. Travis verlangt von ihr, ihn zurückzulassen, sollte sie ihn Gefahr gelangen. Derweil wird die Abigail von Connor angefunkt, woraufhin Madison einen Austausch vorschlägt; Travis und Alicia gegen Reed. Connor erklärt sich einverstanden, erwartet Reed unverletzt und in Begleitung einer Person beim Austausch, der in einer Stunde erfolgen soll. Nicks Vorschlag, sich zur Verfügung zu stellen, ignoriert Madison und bestimmt sich selbst als Begleitperson. Kurz darauf ist ein Schuss zu hören. Chris hatte Reed ins Gesicht geschossen, er gab als Grund vor, dass Reed sich zum Untoten verwandeln würde. Auf seine Selbstvorwürfe eingehend, versucht Madison ihn zu beruhigen. Während Ofelia und Nick den Tatort reinigen, verwandelt sich Reed nun tatsächlich in einen Untoten. Daniel verhindert, dass dieser endgültig getötet wird und ersinnt den Plan, den Austausch beizubehalten. Nachdem er Reed einen Sack über den Kopf gestülpt hat, hört Daniel eine körperlose Stimme, die ihm befiehlt, die Pistole zu nehmen. Als er der Stimme auf den Grund gehen möchte, betritt Ofelia den Raum und holt den verwandelten Reed für den Austausch ab. Alicia versteckt sich vor Jack, der kommt, um sie abzuholen. Dabei wird sie von Vida überrascht, die sie auffordert in Travis‘ vorherigen Käfig zu gehen. Alicia kann sie überrumpeln und selbst dort einsperren. Bei der Übergabe wird Travis gegen den Untoten Reed ausgetauscht. Als Connor den Sack von Reeds Kopf zieht, wird er von ihm gebissen. Daraufhin greift einer seiner Komplizen Travis an, der ihn mit einer Kopfnuss niederstreckt. Ein weiterer Komplize wird von Reed getötet. Madison sieht in der Ferne ihre Tochter, woraufhin sie und Travis zu ihrem Boot zurückkehren. Bevor auch Alicia den Hafen verlässt, begegnet ihr Jack, der ihr Handeln nicht versteht. Alex habe erzählt, was ihre Gruppe getan habe. Sie beide sollten zusammen fortgehen. Auf Madisons Zeichen hin springt Alicia ins Wasser, von wo aus sie von Travis und Madison ins Boot gezogen wird. Mit einem letzten Blick auf Jack, kehrt sie mit ihnen zur Abigail zurück. |           |                      |                      |                      |                                             |                   |                                                  |                 |
| 12 | 6         | Wie ein Hirsch       | Sicut Cervus         | 15. Mai 2016         | 16. Mai 2016                                | Kate Dennis       | Brian Buckner                                    | 4,49 Mio.       |
| Die Folge beginnt mit einer Messe in einem Ort in Mexiko, in der Nähe von Baja, wo Victor Unterschlupf suchen will. Nachdem die Kirchgänger und der Priester eine Hostie empfangen hatten sterben alle offenbar durch Vergiftung. Auf der Jacht erwarten Victor und Luis den Unterhändler Miguel, der bezahlt werden muss für die Durchfahrt durch das militärisch gesperrte Gebiet, um zu Baja zu gelangen. Als er mit einem Schnellboot naht, ist Miguel allerdings nicht alleine, sondern wird von einem anderen Soldaten begleitet. Die beiden betreten die Jacht, während alle außer Victor und Luis sich unter Deck verstecken. Als die beiden Männer das Boot genauer inspizieren wollen, kommt es zur Schießerei, bei der nicht nur die Männer, sondern auch Luis erschossen werden. Die Jacht ist nun zwar unter Beschuss von militärischen Schnellbooten, kann jedoch entkommen, da das Militär die Verfolgung in Landnähe einstellt. Die Gruppe betritt nun das Land und nähert sich der Kirche, wo zuvor die Kirchengemeinde vergiftet worden war. Victor sucht vergeblich seinen Freund Thomas Abigail, dessen Auto neben der Kirche steht, als eine Gruppe Untoter angreift. Dabei fällt Madison unter einen Zombie und droht von diesem gebissen zu werden. Hinter ihr steht Chris, der ihr helfen könnte, aber nur zuschaut. Alicia erfasst die Situation und rettet ihre Mutter. Mit Thomas’ Wagen fahren sie nun zur großen Hazienda von Luis’ Mutter Celia. Sie werden dort nur eingelassen, nachdem sie alle ihre Waffen abgegeben haben. Thomas Abigail war offenbar am Arm gebissen worden und ist infiziert, er hat nicht mehr lange zu leben. Victor beschließt, gemeinsam mit seinem Freund durch Suizid zu sterben. Hierzu erhalten sie von Celia vergiftete Hostien, so wie sie in der Kirche gereicht worden waren. Alicia konfrontiert Chris mit seiner Untätigkeit, als Madison unter einem Zombie lag, worauf Chris sich zunächst versucht raus zu reden, dann aber Alicia droht, falls sie etwas davon den anderen erzählen würde. Später kommt es deswegen zum Streit zwischen Travis und Madison, die es von Alicia erzählt bekommen hatte. Madison ist der Meinung, dass Chris in seinem Zustand Hilfe bräuchte. Daniel untersucht nachts das Gelände und sieht wie ein Kind eingesperrte Zombies mit einem Hund füttert. Er erfährt von Celia, dass es sich bei den Zombies um Angehörige von Angestellten handelt. Celia hatte sie auf diese Weise vor dem vollständigen Tod geschützt, weil sie draußen gejagt worden wären. Sie hat offenbar keine Angst vor dem Zustand der Untoten und betrachtet die Untoten als das was als nächstes käme. Ihrer Meinung nach waren die Untoten schon immer unter ihnen, nur könnte man sie jetzt sehen. Als Thomas durch die Infektion stirbt, nimmt Victor aber doch kein Gift, sondern schießt Thomas in den Kopf, um ihn völlig zu töten. Währenddessen schleicht sich Chris ins Schlafzimmer von Madison und Alicia und nimmt ein Messer in die Hand. Alicia und Madison, die durch Victors Schuss geweckt werden, wachen auf, sehen Chris und schicken ihn raus, was er auch tut. |           |                      |                      |                      |                                             |                   |                                                  |                 |
| 13 | 7         | Shiva                | Shiva                | 22. Mai 2016         | 23. Mai 2016                                | Andrew Bernstein  | David Wiener                                     | 4,39 Mio.       |
| Celia schickt die Gruppe von ihrem Grundstück, da Victor ihren Sohn Thomas erschossen hatte, Victor kann Thomas jedoch noch begraben. Travis sucht Chris, der fort gegangen ist. Als er ihn findet, verliert Chris zunehmend seinen Realitätssinn. Nick bringt den zum Untoten verwandelten Luis, den Sohn Celias zurück, daher darf die Gruppe mit Ausnahme von Victor doch auf der Hazienda bleiben. Daniel hat Erscheinungen und verletzt einen Mitarbeiter Celias, worauf er eingesperrt wird. Er kann sich später befreien und setzt das Anwesen in Brand, während gerade Victor raus geschickt wird. Der Rest der Gruppe flieht nun mit Victor im Pickup, will zum Boot zurück, während Nick sich von der Gruppe trennt und alleine fort zieht. |           |                      |                      |                      |                                             |                   |                                                  |                 |
| 14 | 8         | Grotesk              | Grotesque            | 21. Aug. 2016        | 22. Aug. 2016                               | Dan Sackheim      | Kate Barnow                                      | 3,86 Mio.       |
| Nick begibt sich auf Wanderung nach Tijuana im Norden, wo die Gruppe um Celia mutmaßlich hingegangen war. Hierzu muss er einen Berg überqueren, um die Straße nach Norden zu erreichen. Immer wieder gibt es Rückblicke mit seiner Freundin, in denen es meist um seinen durch Selbstmord verstorbenen Vater geht. Als er in einem Haus übernachtet wird er morgens von der Bewohnerin angegriffen und verliert dabei sein Wasser und seinen Rucksack. Auf der Straße angekommen, wird er von einer Gang verfolgt, denen er jedoch durch Flucht in die Wildnis entkommen kann. Er übernachtet bei einem Camperwrack und wird morgens von zwei gefährlichen Hunden angegriffen und gebissen, kann sich aber auf das Dach des Campers retten. Die Hunde, die ihn belagern werden von einer kleinen Herde Untoter aufgefressen. Nick, mit dem Blut Untoter vor diesen getarnt, schließt sich der Herde an. Nachdem die Herde die Straße wieder erreicht hat, bricht er nach kurzer Strecke zusammen. Zufällig wird er dabei von drei Bewaffneten beobachtet, die ihm jedoch nicht helfen. Nachts regnet es und Nick erwacht davon, kann sich wieder aufraffen und erreicht humpelnd den Beginn von Tijuana. Dort trifft er wieder die drei Bewaffneten, eine Frau und zwei Männer, die ihm nun helfen und in ihr Camp bringen. Hier wird er von dem Apotheker Alejandro, dem Führer des Camps, verarztet. |           |                      |                      |                      |                                             |                   |                                                  |                 |
| 15 | 9         | Los Muertos          | Los Muertos          | 28. Aug. 2016        | 29. Aug. 2016                               | Deborah Chow      | Alan Page                                        | 3,66 Mio.       |
| Nick beobachtet im Camp, wie ein Infizierter Bewohner freiwillig durch eine Schleuse in eine eingesperrte Herde geht, wo er auch zum Untoten wird. Diese Herde dient dem Schutz des Camps und ist diesem vorgelagert. Nick erhält im Camp die Aufgabe, mit Luciana, einer der drei die ihn gerettet hatten, auf Einkauf zu gehen. Sie tauschen in einem von einer Gang betriebenen Supermarkt Oxycodon gegen Wasser. Nick klaut dabei einen Schokoriegel, wird dabei aber erwischt. Er kann aber seine Drogenerfahrung nutzen, um die Gang davon zu überzeugen, dass er in der besseren Verhandlungsposition sei und sogar noch mehr Wasser für den Tausch erhalten. Den gestohlenen Schokoriegel schenkt er im Camp einem kleinen Mädchen, das seinen Vater verloren hatte. Alejandro hält vor den Bewohnern des Camps eine Predigt, in der er alle darauf einschwört, dass diese neue Welt für sie geschaffen sei. Der Glaube daran halte die Gruppe zusammen und niemals würden sie fort gehen. Die Gruppe mit Madison, Alicia, Victor und Ofelia findet am Strand ihr Schiff Abigail nicht mehr vor und fährt Richtung Norden. Sie kommen zu einer großen Hotelanlage, das Rosarito Beach Hotel, das verlassen scheint. Während Alicia und Ofelia die Hotelzimmer nach Nützlichkeiten durchsuchen, betrinken sich Victor und Madison an der Hotelbar. Alicia bemerkt, dass im Hotel viele Untote von den Balkonen stürzen und gleichzeitig bemerkt sie, dass Ofelia nicht mehr da ist. Die Untoten dringen in die Hotelbar ein, wo sich Madison und Victor hinter dem Tresen verschanzen. |           |                      |                      |                      |                                             |                   |                                                  |                 |
| 16 | 10        | Bitte nicht stören   | Do Not Disturb       | 4. Sep. 2016         | 5. Sep. 2016                                | Michael McDonough | Lauren Signorino                                 | 2,99 Mio.       |
| Die Folge beginnt mit einem Rückblick im Hotel. Eine Hochzeitsgesellschaft feiert kurz vor dem Ausbruch der Apocalypse. Als einer der Gäste einen Herzinfarkt bekommt und zum Untoten wird, sperren zwei Hotelangestellte, Elena und Hector, die Gesellschaft ein, wodurch anscheinend fast alle zu Untoten werden. Alicia trifft auf der Suche nach Madison auf Elena, mit der sie zusammen ins Erdgeschoss gelangen will. Dort angekommen treffen sie auf die Übriggebliebenen der Hochzeitsfeier, die im Tausch gegen die Hotelschlüssel von Elena deren Freund Hector frei lassen. Alicia und Elena fliehen nun vor vielen Untoten im Hotel und werden in letzter Sekunde von Madison gerettet. Chris und Travis kommen an eine Tankstelle, wo Chris nach Vorräten sucht, während Travis ein Auto kurzschließt. Sie treffen auf drei Freunde, Brandon, Derek und James, die auf dem Weg nach San Diego sind. Gegen Travis’ Einwände beschließen sie zusammen zu bleiben, hauptsächlich weil Chris es will. Dieser fügt sich besser in die Dreiergruppe ein, als Travis lieb ist, da sie sehr rücksichtslos vorgehen. Sie gelangen zu einer Farm, auf der sie Hühner entdecken. Allerdings werden sie vom Besitzer bedroht und sollen verschwinden. Chris erschießt den Mann, nachdem dieser einem der drei ins Bein geschossen hatte. |           |                      |                      |                      |                                             |                   |                                                  |                 |
| 17 | 11        | Pablo & Jessica      | Pablo & Jessica      | 11. Sep. 2016        | 12. Sep. 2016                               | Uta Briesewitz    | Kate Erickson                                    | 3,40 Mio.       |
| Ein Rückblick zeigt, wie sich Madison und Victor hinter der Hotelbar vor den Untoten retten konnten. Sie konnten sich mit Blut eines Untoten von den anderen tarnen. Auf der Suche nach Alicia und Ofelia stellen sie fest, dass Ofelia mit dem Pickup fort gefahren ist. Sie treffen auf die verbliebenen Hochzeitsgäste und beschließen gemeinsam, das Hotel von allen Untoten zu reinigen, um sich dort dauerhaft niederzulassen. Der Plan gelingt, die Untoten werden über eine Brücke ins Meer geschleust, wo eine starke Strömung sie aufs Meer hinaustreibt. Nick verschafft seinem Camp durch Strecken der Oxycodon Tabletten größere Vorräte zum Handeln. Alejandro erzählt ihm, dass er angeblich von einem Untoten gebissen worden sei, ohne zu erkranken. Nick befreundet sich mit Luciana und beginnt ein Verhältnis mit ihr. |           |                      |                      |                      |                                             |                   |                                                  |                 |
| 18 | 12        | Die Salzsäule        | Pillar of Salt       | 18. Sep. 2016        | 19. Sep. 2016                               | Gerardo Naranjo   | Carla Ching                                      | 3,62 Mio.       |
| Einer der Bewohner in Nicks Camp flieht mit seiner Frau und Tochter, wird jedoch von der die Straßen kontrollierenden Gang, die auch den Supermarkt betreibt, gefasst. Alle drei werden später getötet und durch sie erfährt die Gang vermutlich den genauen Ort des Camps. Nick sieht wie das Camp beobachtet wird. Ofelia wird in einem Rückblick mit ihrem Verlobten gezeigt, den sie vermutlich nun aufsuchen will. Victor wird im Hotel von Ilene, der Mutter der Braut, niedergestochen und braucht für seine Rettung Medikamente. Diese beschafft sich Madison im selben Supermarkt, mit dem auch Nicks Gruppe Handel treibt. Dort erfährt Madison, dass Nick auch schon im Supermarkt war. Nachts schaltet Madison die Beleuchtung des Hotels an, was auch Travis sieht. |           |                      |                      |                      |                                             |                   |                                                  |                 |
| 19 | 13        | Das Sterbedatum      | Date of Death        | 25. Sep. 2016        | 26. Sep. 2016                               | Christoph Schrewe | Brian Buckner                                    | 3,49 Mio.       |
| Durch die nächtliche Beleuchtung des Rosarito Beach Hotels angelockt, versammeln sich nun viele Menschen vor dem Hotelzaun, auch Travis kommt dazu und wird von Madison eingelassen. Ein Rückblick zeigt, wie Travis dem angeschossenen James geholfen hatte. Nach einer Woche hatten die anderen beiden beschlossen, James einfach zu erschießen, weil er sie aufgehalten hatte. Nachdem Travis dies nicht verhindern konnte und zudem von Chris heimtückisch überrumpelt worden war, trennte sich die Gruppe zusammen mit Chris, der mit Brandon und Derek weiter ziehen wollte. Travis kann ihn nicht aufhalten und verflucht ihn zum Abschied. Im Hotel wurden inzwischen alle 43 Schutzsuchenden eingelassen und von Andrés, dem einzigen mit Medizinkenntnissen, verarztet. |           |                      |                      |                      |                                             |                   |                                                  |                 |
| 20 | 14        | Wut                  | Wrath                | 2. Okt. 2016         | 3. Okt. 2016                                | Stefan Schwartz   | Kate Barnow                                      | 3,67 Mio.       |
| Ofelias Auto hat eine Panne und sie muss zu Fuß weiter laufen. Sie läuft den Grenzzaun zur USA entlang und entdeckt schließlich eine Lücke. Sie läuft durch das ausgetrocknete Ödland, als auf sie geschossen wird. Sie wird von Jeremiah Otto gestellt und muss ihr Messer abgeben. Nick begibt sich mit einem anderen des Camps heimlich zum Tauschen von Waren in den Supermarkt der Gang. Dort erklärt ihm der Chef, dass er kein Interesse mehr an deren Oxycodon habe, da er mittlerweile mit einer anderen Gang Freundschaft geschlossen habe, die ihn mit Drogen versorge. Er empfiehlt Nick, da dieser ihm gefalle, heute das Camp zu verlassen, da er dieses angreifen werde. Nick übermittelt diese Warnung Alejandro, der sich aber weigert, das Camp aufzugeben. Er glaubt an den Glauben, der ihn retten würde. Alejandro gesteht Luciana, dass er gar nicht von einem Untoten gebissen worden war, sondern von dem Jungen, den er retten wollte. Er habe den Mythos nur genutzt, um die Macht über die Gruppe zu erlangen und diese zu führen. Bei einem Gespräch zwischen Nick, Alejandro und Luciana in der Krankenstation wird ein gerade verstorbener Patient zum Untoten und beißt Alejandro. Mittlerweile sind Brandon und Derek im Hotel angelangt, wo sie auf einen Arzt warten. Madison begreift, dass dies die beiden waren, mit denen Chris unterwegs war und versucht sie vor Travis zu verstecken. Es gelingt aber nicht und Travis schließt sich mit ihnen ein, wo er auf sie einschlägt, bis sie gestehen, dass sie Chris, der sich bei einem Unfall verletzt hatte, erschossen hatten. Dann verliert Travis völlig die Kontrolle über sich und erschlägt beide. Bei dem Kampf schlägt er auch Oscar, dem Bräutigam und Bruder von Andrès, die Tür gegen den Kopf, so dass dieser liegen bleibt. |           |                      |                      |                      |                                             |                   |                                                  |                 |
| 21 | 15        | Norden               | North                | 2. Okt. 2016         | 3. Okt. 2016                                | Andrew Bernstein  | Dave Erickson                                    | 3,05 Mio.       |
| Travis wird zunächst eingesperrt und soll das Hotel verlassen, da er Oscar niedergeschlagen hatte und mit dem Mord an Brandon und Derek gegen die Statuten verstoßen hatte. Madison und Alicia beschließen mit ihm zu gehen und können aushandeln gemeinsam am nächsten Morgen das Hotel zu verlassen. Als Oscar nicht gerettet werden kann, ändern Andrès und Hector ihre Meinung und gehen auf Travis los. Andrès zielt mit einer Pistole auf ihn, wird dann jedoch von Alicia erstochen. Die drei fliehen. Sie gelangen zuerst zum Supermarkt der Gang, der mittlerweile verlassen ist und dann zum verlassenen Camp, wo sie noch auf Alejandro, der in seinen letzten Zügen ist. Von ihm erfahren sie, dass Nick da war und auf dem Weg zur Grenze ist. Sie gehen nun auch in diese Richtung. Alejandro ist wegen des Bisses bereits schwächer geworden. Nick will das Camp verlassen, Luciana will bleiben. Als Nick außerhalb des Camps ist, sieht er einen Helikopter und kehrt zurück. Er fasst den Plan, die Bewohner des Camps zu retten. Beim Angriff der Gang auf das Camp ist dieses verlassen und der sterbende Alejandro fährt den die Schleuse bildenden Bus weg, worauf die Gang von den Untoten überwältigt wird. Die Bewohner des Camps unter Führung von Nick gehen zu Fuß in Richtung des von Nick gesichteten Hubschraubers und vermuteten Rettungslagers an der Grenze. Dort geraten sie allerdings unter Beschuss, bei dem Luciana angeschossen wird und werden gefangen genommen. |           |                      |                      |                      |                                             |                   |                                                  |                 |

## Staffel 3
Die Erstausstrahlung der dritten Staffel erfolgte vom 4. Juni bis 15. Oktober 2017 auf dem US-amerikanischen Fernsehsender AMC. Die deutschsprachige Erstveröffentlichung fand vom 5. Juni bis 16. Oktober 2017 bei Amazon Video per Streaming statt.
| Nr. (ges.) | Nr. (St.) | Deutscher Titel                     | Originaltitel                       | Erstausstrahlung USA | Deutschsprachige Erstveröffentlichung (D/A) | Regie             | Drehbuch                        | Zuschauer (USA) |
| --- | --------- | ----------------------------------- | ----------------------------------- | -------------------- | ------------------------------------------- | ----------------- | ------------------------------- | --------------- |
| 22 | 1         | Im Auge des Betrachters             | Eye of the Beholder                 | 4. Juni 2017         | 5. Juni 2017                                | Adam Bernstein    | Dave Erickson                   | 3,11 Mio.       |
| Madison, Travis und Alicia sind an der Grenze von paramilitärischen Kräften gefangen genommen worden und werden in ein Militärgelände verbracht. Travis wird separiert und in einen Keller geführt. Dort sind auch bereits Nick und Luciana. In diesem Keller führen die vermeintlichen Soldaten makabre Experimente mit den gefangenen Überlebenden durch. Diese werden vermessen und dann getötet. Es wird dann darauf gewettet, wie lange die Getöteten brauchen, bis sie zu Untoten werden. Madison und Alicia werden nicht in den Keller abgeführt, sondern im Büro des Kommandierenden Troy eingesperrt. Dieser verspricht ihnen, sie in Sicherheit zu bringen. Nick und Luciana gelingt die Flucht, sie können mit Hilfe eines ortskundigen anderen Gefangenen in unterirdische Gänge fliehen. Travis wird jedoch wieder gefangen genommen und in eine Grube mit Zombies geworfen. Madison kann Troy im Büro überwältigen und droht ihm mit einem Löffel das Auge raus zu reißen. So zwingt sie ihn, Alicia und sie freizulassen. Vor dem Gebäude mit Troy im Griff verlangt sie nach ihrer Familie, was von Jake, dem mittlerweile anwesenden Bruder von Troy auch gewährt wird. Jake wusste nichts von Troys mörderischen Experimenten und löst die Drohung gegen Madison, Alicia und Travis auf, da er gegenüber seinem jüngeren Bruder offenbar weisungsbefugt ist. Als sie schnell Travis in der Grube mit den Untoten zu Hilfe eilen, hat dieser mittlerweile alle Untoten getötet. Madison plant nun ihrer Wege zu ziehen, obwohl Jake ihr anbietet, mit auf seine Ranch zu gehen. Allerdings kommen plötzlich viele Untote aus dem Gebäude und alle müssen fliehen. Madison und Nick fahren im Jeep Troys fort, während Travis, Alicia und Luciana im Hubschrauber mit Jake fort fliegen. |           |                                     |                                     |                      |                                             |                   |                                 |                 |
| 23 | 2         | Die neue Grenze                     | The New Frontier                    | 4. Juni 2017         | 5. Juni 2017                                | Stefan Schwartz   | Mark Richard                    | 2,70 Mio.       |
| 24 | 3         | TEOTWAWKI                           | TEOTWAWKI                           | 11. Juni 2017        | 12. Juni 2017                               | Deborah Chow      | Ryan Scott                      | 2,50 Mio.       |
| 25 | 4         | 100                                 | 100                                 | 18. Juni 2017        | 18. Juni 2017                               | Alex Garcia Lopez | Alan Page                       | 2,40 Mio.       |
| 26 | 5         | Burning in Water, Drowning in Flame | Burning in Water, Drowning in Flame | 25. Juni 2017        | 26. Juni 2017                               | Daniel Stamm      | Suzanna Heathcote               | 2,50 Mio.       |
| 27 | 6         | Rote Erde                           | Red Dirt                            | 2. Juli 2017         | 3. Juli 2017                                | Courtney Hunt     | Wes Brown                       | 2,19 Mio.       |
| 28 | 7         | Die Enthüllung                      | The Unveiling                       | 9. Juli 2017         | 10. Juli 2017                               | Jeremy Webb       | Mark Richard                    | 2,62 Mio.       |
| 29 | 8         | Kinder des Zorns                    | Children of Wrath                   | 9. Juli 2017         | 10. Juli 2017                               | Andrew Bernstein  | Jami O’Brien                    | 2,40 Mio.       |
| 30 | 9         | Minotaurus                          | Minotaur                            | 10. Sep. 2017        | 11. Sep. 2017                               | Stefan Schwartz   | Dave Erickson & Mike Zunic      | 2,14 Mio.       |
| 31 | 10        | Der Wahrsager                       | The Diviner                         | 10. Sep. 2017        | 11. Sep. 2017                               | Paco Cabezas      | Ryan Scott                      | 2,14 Mio.       |
| 32 | 11        | Die Schlange                        | La Serpiente                        | 17. Sep. 2017        | 18. Sep. 2017                               | Josef Wladyka     | Mark Richard & Lauren Signorino | 1,99 Mio.       |
| 33 | 12        | Des Bruders Hüter                   | Brother's Keeper                    | 24. Sep. 2017        | 25. Sep. 2017                               | Alrick Riley      | Wes Brown                       | 2,08 Mio.       |
| 34 | 13        | Dieses Land ist euer Land           | This Land Is Your Land              | 1. Okt. 2017         | 2. Okt. 2017                                | Meera Menon       | Suzanne Heathcote               | 2,36 Mio.       |
| 35 | 14        | Der Schlachthof                     | El Matadero                         | 8. Okt. 2017         | 9. Okt. 2017                                | Stefan Schwartz   | Alan Page                       | 2,23 Mio.       |
| 36 | 15        | Sündentsproßne Werke …              | Things Bad Begun                    | 15. Okt. 2017        | 16. Okt. 2017                               | Andrew Bernstein  | Jami O’Brien                    | 2,23 Mio.       |
| 37 | 16        | Schlittenfahrt                      | Sleigh Ride                         | 15. Okt. 2017        | 16. Okt. 2017                               | Andrew Bernstein  | Dave Erickson & Mark Richard    | 2,23 Mio.       |

## Staffel 4
Die Erstausstrahlung der vierten Staffel erfolgte vom 15. April bis 30. September 2018 auf dem US-amerikanischen Fernsehsender AMC. Die deutschsprachige Erstveröffentlichung fand vom 16. April bis 1. Oktober 2018 bei Prime Video per Streaming statt.
| Nr. (ges.) | Nr. (St.) | Deutscher Titel             | Originaltitel                       | Erstausstrahlung USA | Deutschsprachige Erstveröffentlichung (D/A) | Regie                    | Drehbuch                                            | Zuschauer (USA) |
| ---------- | --------- | --------------------------- | ----------------------------------- | -------------------- | ------------------------------------------- | ------------------------ | --------------------------------------------------- | --------------- |
| 38         | 1         | Was ist Ihre Story?         | What’s Your Story?                  | 15. Apr. 2018        | 16. Apr. 2018                               | John Polson              | Scott M. Gimple, Andrew Chambliss & Ian B. Goldberg | 4,09 Mio.       |
| 39         | 2         | Ein weiterer Tag im Stadion | Another Day in the Diamond          | 22. Apr. 2018        | 23. Apr. 2018                               | Michael E. Satrazemis    | Andrew Chambliss & Ian B. Goldberg                  | 3,07 Mio.       |
| 40         | 3         | Gut hier draußen            | Good Out Here                       | 29. Apr. 2018        | 30. Apr. 2018                               | Dan Liu                  | Shintaro Shimosawa                                  | 2,71 Mio.       |
| 41         | 4         | Begraben                    | Buried                              | 6. Mai 2018          | 7. Mai 2018                                 | Magnus Martens           | Alex Delyle                                         | 2,49 Mio.       |
| 42         | 5         | Laura                       | Laura                               | 13. Mai 2018         | 14. Mai 2018                                | Michael E. Satrazemis    | Anna Fishko                                         | 2,46 Mio.       |
| 43         | 6         | Nur für den Fall            | Just in Case                        | 20. Mai 2018         | 21. Mai 2018                                | Daisy von Scherler Mayer | Richard Naing                                       | 2,31 Mio.       |
| 44         | 7         | Die falsche Seite           | The Wrong Side of Where You Are Now | 3. Juni 2018         | 4. Juni 2018                                | Sarah Boyd               | Melissa Scrivner Love                               | 1,97 Mio.       |
| 45         | 8         | Niemand ist weg             | No One’s Gone                       | 10. Juni 2018        | 11. Juni 2018                               | Michael E. Satrazemis    | Ian B. Goldberg & Andrew Chambliss                  | 2,32 Mio.       |
| 46         | 9         | Wie du und ich              | People Like Us                      | 12. Aug. 2018        | 13. Aug. 2018                               | Magnus Martens           | Anna Fishko                                         | 1,88 Mio.       |
| 47         | 10        | Schließ die Augen           | Close Your Eyes                     | 19. Aug. 2018        | 20. Aug. 2018                               | Michael E. Satrazemis    | Shintaro Shimosawa                                  | 1,86 Mio.       |
| 48         | 11        | Der Kodex                   | The Code                            | 26. Aug. 2018        | 27. Aug. 2018                               | Tara Nicole Weyr         | Andrew Chambliss & Alex Delyle                      | 1,83 Mio.       |
| 49         | 12        | Schwach                     | Weak                                | 2. Sep. 2018         | 3. Sep. 2018                                | Colman Domingo           | Kalinda Vazquez                                     | 1,52 Mio.       |
| 50         | 13        | Blackjack                   | Blackjack                           | 9. Sep. 2018         | 10. Sep. 2018                               | Sharat Raju              | Ian Goldberg & Richard Naing                        | 1,71 Mio.       |
| 51         | 14        | Das Rezept                  | MM 54                               | 16. Sep. 2018        | 17. Sep. 2018                               | Lou Diamond Phillips     | Anna Fishko & Shintaro Shimosawa                    | 1,87 Mio.       |
| 52         | 15        | Das Wiedersehen             | I Lose People...                    | 23. Sep. 2018        | 24. Sep. 2018                               | David Barrett            | Kalinda Vazquez                                     | 2,03 Mio.       |
| 53         | 16        | Hoffnung                    | ... I Lose Myself                   | 30. Sep. 2018        | 1. Okt. 2018                                | Michael E. Satrazemis    | Andrew Chambliss & Ian Goldberg                     | 2,13 Mio.       |

## Staffel 5
Die Erstausstrahlung der fünften Staffel erfolgte vom 2. Juni bis 29. September 2019 auf dem US-amerikanischen Fernsehsender AMC. Die deutschsprachige Erstveröffentlichung fand vom 3. Juni bis 30. September 2019 bei Prime Video per Streaming statt.
| Nr. (ges.) | Nr. (St.) | Deutscher Titel              | Originaltitel             | Erstausstrahlung USA | Deutschsprachige Erstveröffentlichung (D/A) | Regie                    | Drehbuch                         | Zuschauer (USA) |
| ---------- | --------- | ---------------------------- | ------------------------- | -------------------- | ------------------------------------------- | ------------------------ | -------------------------------- | --------------- |
| 54         | 1         | Gekommen, um zu Helfen       | Here to Help              | 2. Juni 2019         | 3. Juni 2019                                | Michael E. Satrazemis    | Ian Goldberg & Andrew Chambliss  | 1,97 Mio.       |
| 55         | 2         | Unvermeidbarer Schmerz       | The Hurt That Will Happen | 9. Juni 2019         | 10. Juni 2019                               | Jessica Lowrey           | Alex Delyle                      | 1,69 Mio.       |
| 56         | 3         | Der San Antonio Spaltschuss  | Humbug’s Gulch            | 16. Juni 2019        | 17. Juni 2019                               | Colman Domingo           | Ashley Cardiff                   | 1,76 Mio.       |
| 57         | 4         | Auf leisen Pfoten            | Skidmark                  | 23. Juni 2019        | 24. Juni 2019                               | Tara Nicole Weyr         | Samir Mehta                      | 1,66 Mio.       |
| 58         | 5         | Das Ende von Allem           | The End of Everything     | 30. Juni 2019        | 1. Juli 2019                                | Michael E. Satrazemis    | Andrew Chambliss & Ian Goldberg  | 1,71 Mio.       |
| 59         | 6         | Der kleine Prinz             | The Little Prince         | 7. Juli 2019         | 8. Juli 2019                                | Sharat Raju              | Mallory Westfall                 | 1,49 Mio.       |
| 60         | 7         | Boden unter den Füßen        | Still Standing            | 14. Juli 2019        | 15. Juli 2019                               | Marta Cunningham         | Richard Naing                    | 1,39 Mio.       |
| 61         | 8         | Ist da draußen irgendjemand? | Is Anybody Out There?     | 21. Juli 2019        | 22. Juli 2019                               | Michael E. Satrazemis    | Michael Alaimo                   | 1,60 Mio.       |
| 62         | 9         | Kanal 4                      | Channel 4                 | 11. Aug. 2019        | 13. Aug. 2019                               | Dan Liu                  | David Johnson                    | 1,40 Mio.       |
| 63         | 10        | 210 Wörter pro Minute        | 210 Words Per Minute      | 18. Aug. 2019        | 19. Aug. 2019                               | Ron Underwood            | Ian Goldberg & Andrew Chambliss  | 1,37 Mio.       |
| 64         | 11        | Die Straßenblockade          | You’re Still Here         | 25. Aug. 2019        | 26. Aug. 2019                               | K.C. Colwell             | Mallory Westfall & Alex Delyle   | 1,44 Mio.       |
| 65         | 12        | Das ewige Licht              | Ner Tamid                 | 1. Sep. 2019         | 2. Sep. 2019                                | Michael E. Satrazemis    | Andrew Chambliss & Ian Goldberg  | 1,14 Mio.       |
| 66         | 13        | Care-Pakete                  | Leave What You Don’t      | 8. Sep. 2019         | 9. Sep. 2019                                | Daisy von Scherler Mayer | Ashley Cardiff & Nick Bernardone | 1,45 Mio.       |
| 67         | 14        | Heute und Morgen             | Today and Tomorrow        | 15. Sep. 2019        | 16. Sep. 2019                               | Sydney Freeland          | David Johnson                    | 1,31 Mio.       |
| 68         | 15        | Kanal 5                      | Channel 5                 | 22. Sep. 2019        | 23. Sep. 2019                               | David Barrett            | Michael Alaimo & Samir Mehta     | 1,34 Mio.       |
| 69         | 16        | Am Ende                      | End of the Line           | 29. Sep. 2019        | 30. Sep. 2019                               | Michael E. Satrazemis    | Ian Goldberg & Andrew Chambliss  | 1,51 Mio.       |

## Staffel 6
Die Erstausstrahlung der sechsten Staffel erfolgte vom 11. Oktober 2020 bis zum 13. Juni 2021 auf dem US-amerikanischen Fernsehsender AMC. Die deutschsprachige Erstveröffentlichung fand vom 12. Oktober 2020 bis zum 7. Juni 2021 bei Prime Video per Streaming statt.
| Nr. (ges.) | Nr. (St.) | Deutscher Titel                | Originaltitel                 | Erstausstrahlung USA | Deutschsprachige Erstveröffentlichung (D/A) | Regie                 | Drehbuch                                          | Zuschauer (USA) |
| ---------- | --------- | ------------------------------ | ----------------------------- | -------------------- | ------------------------------------------- | --------------------- | ------------------------------------------------- | --------------- |
| 70         | 1         | Das Ende ist der Anfang        | The End Is the Beginning      | 11. Okt. 2020        | 12. Okt. 2020                               | Michael E. Satrazemis | Andrew Chambliss & Ian Goldberg                   | 1,59 Mio.       |
| 71         | 2         | Willkommen im Club             | Welcome to the Club           | 18. Okt. 2020        | 19. Okt. 2020                               | Lennie James          | Nazrin Choudhury                                  | 1,55 Mio.       |
| 72         | 3         | Alaska                         | Alaska                        | 25. Okt. 2020        | 26. Okt. 2020                               | Colman Domingo        | Mallory Westfall                                  | 1,50 Mio.       |
| 73         | 4         | Der Schlüssel                  | The Key                       | 1. Nov. 2020         | 2. Nov. 2020                                | Ron Underwood         | David Johnson                                     | 1,28 Mio.       |
| 74         | 5         | Honey                          | Honey                         | 8. Nov. 2020         | 9. Nov. 2020                                | Michael E. Satrazemis | Ashley Cardiff                                    | 1,24 Mio.       |
| 75         | 6         | Begrabe sie neben Jaspers Bein | Bury Her Next to Jasper’s Leg | 15. Nov. 2020        | 16. Nov. 2020                               | Sharat Raju           | Alex Delyle                                       | 1,27 Mio.       |
| 76         | 7         | Eine ungewöhnliche Verbündete  | Damage from the Inside        | 22. Nov. 2020        | 23. Nov. 2020                               | Tawnia McKiernan      | Jacob Pinion                                      | 1,09 Mio.       |
| 77         | 8         | Die Tür                        | The Door                      | 11. Apr. 2021        | 12. Apr. 2021                               | Michael E. Satrazemis | Ian Goldberg & Andrew Chambliss                   | 1,17 Mio.       |
| 78         | 9         | Was noch zu tun bleibt         | Things Left to Do             | 18. Apr. 2021        | 19. Apr. 2021                               | Michael E. Satrazemis | Nick Bernardone                                   | 1,12 Mio.       |
| 79         | 10        | Handle with Care               | Handle with Care              | 25. Apr. 2021        | 27. Apr. 2021                               | Heather Cappiello     | Ashley Cardiff & David Johnson                    | 1,10 Mio.       |
| 80         | 11        | Die Holding                    | The Holding                   | 2. Mai 2021          | 3. Mai 2021                                 | K.C. Colwell          | Channing Powell                                   | 1,03 Mio.       |
| 81         | 12        | In Dreams                      | In Dreams                     | 9. Mai 2021          | 11. Mai 2021                                | Michael E. Satrazemis | Andrew Chambliss, Ian Goldberg & Nazrin Choudhury | 0,99 Mio.       |
| 82         | 13        | J.D.                           | J.D.                          | 16. Mai 2021         | 17. Mai 2021                                | Aisha Tyler           | Nick Bernardone & Jacob Pinion                    | 1,09 Mio.       |
| 83         | 14        | Mutter                         | Mother                        | 23. Mai 2021         | 24. Mai 2021                                | Janice Cooke          | Channing Powell & Alex Delyle                     | 0,94 Mio.       |
| 84         | 15        | USS Pennsylvania               | USS Pennsylvania              | 6. Juni 2021         | 31. Mai 2021                                | Heather Cappiello     | Nazrin Choudhury & Nick Bernardone                | 0,87 Mio.       |
| 85         | 16        | Der Anfang                     | The Beginning                 | 13. Juni 2021        | 7. Juni 2021                                | Michael E. Satrazemis | Ian Goldberg & Andrew Chambliss                   | 1,04 Mio.       |

## Staffel 7
Die Erstausstrahlung der siebten Staffel erfolgte vom 17. Oktober 2021 bis zum 5. Juni 2022 auf dem US-amerikanischen Fernsehsender AMC. Auf dem US-amerikanischen Streamingdienst AMC+ wurden die Episoden der siebten Staffel jeweils 7 Tage vor der Erstausstrahlung veröffentlicht. Die deutschsprachige Erstveröffentlichung fand vom 18. Oktober 2021 bis zum 6. Juni 2022 bei Prime Video per Streaming statt.
| Nr. (ges.) | Nr. (St.) | Deutscher Titel          | Originaltitel     | Erstausstrahlung USA | Deutschsprachige Erstveröffentlichung (D/A) | Regie                 | Drehbuch                                      | Zuschauer (USA) |
| ---------- | --------- | ------------------------ | ----------------- | -------------------- | ------------------------------------------- | --------------------- | --------------------------------------------- | --------------- |
| 86         | 1         | Der Leuchtturm           | The Beacon        | 17. Okt. 2021        | 18. Okt. 2021                               | Michael E. Satrazemis | Ian Goldberg & Andrew Chambliss               | 1,09 Mio.       |
| 87         | 2         | Sechs Stunden            | Six Hours         | 24. Okt. 2021        | 25. Okt. 2021                               | Michael E. Satrazemis | Andrew Chambliss & Ian Goldberg               | 0,96 Mio.       |
| 88         | 3         | Cindy Hawkins            | Cindy Hawkins     | 31. Okt. 2021        | 1. Nov. 2021                                | Ron Underwood         | Nick Bernardone & Jacob Pinion                | 0,87 Mio.       |
| 89         | 4         | Nicht ohne meinen Bruder | Breathe with Me   | 7. Nov. 2021         | 8. Nov. 2021                                | Tara Nicole Weyr      | Nazrin Choudhury & David Johnson              | 0,73 Mio.       |
| 90         | 5         | Bis zum Tod              | Till Death        | 14. Nov. 2021        | 15. Nov. 2021                               | Lennie James          | Justin Boyd & Ashley Cardiff                  | 0,93 Mio.       |
| 91         | 6         | Die Säuberung            | Reclamation       | 21. Nov. 2021        | 22. Nov. 2021                               | Bille Woodruff        | Alex Delyle & Calaya Michelle Stallworth      | 0,88 Mio.       |
| 92         | 7         | Das Portrait             | The Portrait      | 28. Nov. 2021        | 29. Nov. 2021                               | Heather Cappiello     | Nick Bernardone                               | 0,94 Mio.       |
| 93         | 8         | Padre                    | PADRE             | 5. Dez. 2021         | 6. Dez. 2021                                | Michael E. Satrazemis | Ian Goldberg & Andrew Chambliss               | 0,84 Mio.       |
| 94         | 9         | Beethovens 9. Sinfonie   | Follow Me         | 17. Apr. 2022        | 18. Apr. 2022                               | Heather Cappiello     | Andrew Chambliss & Ian Goldberg               | 0,84 Mio.       |
| 95         | 10        | Der Trauerfalter         | Mourning Cloak    | 24. Apr. 2022        | 25. Apr. 2022                               | Lennie James          | Nazrin Choudhury & Calaya Michelle Stallworth | 0,79 Mio.       |
| 96         | 11        | Ofelia                   | Ofelia            | 1. Mai 2022          | 2. Mai 2022                                 | Alycia Debnam-Carey   | Alex Delyle & David Johnson                   | 0,74 Mio.       |
| 97         | 12        | Sonny Boy                | Sonny Boy         | 8. Mai 2022          | 9. Mai 2022                                 | Ron Underwood         | Justin Boyd & Jacob Pinion                    | 0,72 Mio.       |
| 98         | 13        | Die Meute                | The Raft          | 15. Mai 2022         | 16. Mai 2022                                | Gary Rake             | Nazrin Choudhury & Nick Bernardone            | 0,74 Mio.       |
| 99         | 14        | Eine göttliche Fügung    | Divine Providence | 22. Mai 2022         | 23. Mai 2022                                | Edward Ornelas        | Alex Delyle & David Johnson                   | 0,66 Mio.       |
| 100        | 15        | Amina                    | Amina             | 29. Mai 2022         | 30. Mai 2022                                | Michael E. Satrazemis | Ian Goldberg & Andrew Chambliss               | 0,60 Mio.       |
| 101        | 16        | Verloren                 | Gone              | 5. Juni 2022         | 6. Juni 2022                                | Sharat Raju           | Andrew Chambliss & Ian Goldberg               | 0,71 Mio.       |

## Staffel 8
Die Erstausstrahlung der achten Staffel erfolgte vom 14. Mai bis zum 19. November 2023 auf dem US-amerikanischen Fernsehsender AMC. Auf dem US-amerikanischen Streamingdienst AMC+ wurden die ersten 6 Episoden der achten Staffel jeweils 3 Tage vor der Erstausstrahlung veröffentlicht. Die deutschsprachige Erstveröffentlichung fand vom 16. Mai bis zum 20. November 2023 bei Prime Video per Streaming statt.
| Nr. (ges.) | Nr. (St.) | Deutscher Titel                          | Originaltitel                    | Erstausstrahlung USA | Deutschsprachige Erstveröffentlichung (D/A) | Regie                 | Drehbuch                                            | Zuschauer (USA) |
| ---------- | --------- | ---------------------------------------- | -------------------------------- | -------------------- | ------------------------------------------- | --------------------- | --------------------------------------------------- | --------------- |
| 102        | 1         | Vergiss nicht, was dir weggenommen wurde | Remember What They Took from You | 14. Mai 2023         | 16. Mai 2023                                | Michael E. Satrazemis | Ian Goldberg & Andrew Chambliss                     | 0,56 Mio.       |
| 103        | 2         | Blue Jay                                 | Blue Jay                         | 21. Mai 2023         | 22. Mai 2023                                | Heather Cappielo      | Andrew Chambliss & Ian Goldberg                     | 0,47 Mio.       |
| 104        | 3         | Odessa                                   | Odessa                           | 28. Mai 2023         | 29. Mai 2023                                | Ron Underwood         | Andrew Chambliss & Ian Goldberg                     | 0,47 Mio.       |
| 105        | 4         | King County                              | King County                      | 4. Juni 2023         | 5. Juni 2023                                | Kenneth Requa         | Andrew Chambliss & Ian Goldberg                     | 0,46 Mio.       |
| 106        | 5         | More Time Than You Know                  | More Time Than You Know          | 11. Juni 2023        | 13. Juni 2023                               | Heather Cappielo      | David Johnson & Calaya Michelle Stallworth          | 0,55 Mio.       |
| 107        | 6         | Ich sehe nur noch rot                    | All I See Is Red                 | 18. Juni 2023        | 19. Juni 2023                               | Michael E. Satrazemis | Andrew Chambliss & Ian Goldberg                     | 0,46 Mio.       |
| 108        | 7         | Anton                                    | Anton                            | 22. Okt. 2023        | 23. Okt. 2023                               | Danay García          | Nazrin Choudhury & Justin Boyd                      | 0,54 Mio.       |
| 109        | 8         | Iron Tiger                               | Iron Tiger                       | 29. Okt. 2023        | 30. Okt. 2023                               | S.J. Main Muñoz       | Nick Bernardone & Jacob Pinion                      | 0,52 Mio.       |
| 110        | 9         | Sanctuary                                | Sanctuary                        | 5. Nov. 2023         | 6. Nov. 2023                                | Phil McLaughlin       | Justin Boyd & David Johnson                         | 0,50 Mio.       |
| 111        | 10        | Halte sie am Leben                       | Keeping Her Alive                | 12. Nov. 2023        | 13. Nov. 2023                               | James Armstrong       | Nazrin Choudhury & Calaya Michelle Stallworth       | 0,47 Mio.       |
| 112        | 11        | Ich Kämpfe Wie Du                        | Fighting Like You                | 19. Nov. 2023        | 20. Nov. 2023                               | Haifaa Al Mansour     | Nick Bernardone, Jacob Pinion & Kelly Jane Costello | 0,44 Mio.       |
| 113        | 12        | Der Weg Nach Vorn                        | The Road Ahead                   | 19. Nov. 2023        | 20. Nov. 2023                               | Michael E. Satrazemis | Ian Goldberg & Andrew Chambliss                     | 0,44 Mio.       |